# Tragicomèdia
Una tragicomèdia és una obra dramàtica en la que s'hi barregen els elements tràgics i còmics. També és coneguda com a peça, perquè es sembla a aquest terme, generalment en aquests, estan sintetitzades les característiques d'una classe social. Pot trobar-se-la classificada com a gènere psicològic.
A la Grècia clàssica, el drama satíric o la tragicomèdia solia tractar un tema llegendari, tot i que amb efectes còmics protagonitzats, fonamentalment, pel cor. Els déus i deesses no intervenien en la vida dels homes i podia haver-hi més d'una acció al mateix temps. Es troba a mig camí entre la tragèdia i la comèdia: no s'eviten les situacions còmiques, però tampoc el desenllaç tràgic.